# Dragan Pechmalbec
Dragan Pechmalbec (Cahors, 5 de enero de 1996) es un jugador de balonmano serbio-francés que juega de pívot en el MKB Veszprém. Es internacional con la selección de balonmano de Serbia.
Antes de ser internacional absoluto con Serbia lo fue con Francia, siéndolo también en las categorías inferiores del combinado galo, donde ganó una medalla de bronce en el Campeonato Mundial de Balonmano Masculino Junior de 2017 y en el Campeonato Europeo de Balonmano Masculino Junior de 2016.

## Palmarés

### HBC Nantes
- Copa de Francia de balonmano (1): 2017
- Supercopa de Francia de balonmano (1): 2017
- Copa de la Liga de balonmano (1): 2022

### Veszprém
- Liga húngara de balonmano (2): 2023, 2024
- Copa de Hungría de balonmano (2): 2023, 2024
- Campeonato Mundial de Clubes de Balonmano (1): 2024

## Clubes
| Club         | País    | Año         |
| ------------ | ------- | ----------- |
| HBC Nantes   | Francia | 2016 - 2022 |
| MKB Veszprém | Hungría | 2022 - Act. |